# Angrie
Angrie település Franciaországban, Maine-et-Loire megyében. Lakosainak száma 917 fő (2022. január 1.). Angrie Candé, Challain-la-Potherie, Chazé-sur-Argos, Loiré, Erdre-en-Anjou, Vallons-de-l'Erdre és Val d’Erdre-Auxence községekkel határos.

## Népesség
A település népességének változása:
| Lakosok száma | 925  | 704  | 700  | 820  | 968  | 946  | 949  | 931  | 922  | 917  |
|               | 1968 | 1982 | 1990 | 2006 | 2013 | 2015 | 2017 | 2019 | 2020 | 2022 |